# Aftermath (chanson de Muse)
Pour les articles homonymes, voir Aftermath.
Singles de Muse
Revolt
(2015) Reapers
(2016)
Pistes de Drones
Revolt
(9) The Globalist
(11)
Aftermath est une piste de Muse, quatrième single extrait issu de Drones et le 35e du groupe.
La chanson a également été publié en Italie le 22 avril.
Dans l'histoire fictive de l'album, Aftermath présente les retrouvailles entre le héros de l'album et son amour perdu. C'est l'une des chansons les plus douces de Drones. Dans le livret de l'album, cette chanson est accompagnée d'un dessin représentant deux êtres humains nus et amaigris lovés l'un contre l'autre et formant ainsi le feuillage d'un arbre au centre du dessin, entouré par un monde sombre et dévasté par les flammes.
Le clip de la chanson, en animation de style folioscope, est une ode à la paix.

## Titres
| 1. | Aftermath (Radio Edit) | 3:52 |